# Andirá EC
Andirá EC is een Braziliaanse voetbalclub uit Rio Branco in de staat Acre.

## Geschiedenis
De club werd opgericht in 1964 en debuteerde dat jaar meteen in de hoogste klasse van het Campeonato Acreano, waar de club onafgebroken speelde tot 2004. Sindsdien is de club een liftploeg tussen de eerste en tweede klasse. In 2015 kon de club opnieuw promotie afdwingen naar de hoogste klasse.  